# Dia de la Fundació Nacional
El Dia de la Fundació Nacional (en japonès: 建国記念の日) (transliterat: kenkoku kinen-no-hi), és un dia festiu al Japó que se celebra anualment el dia 11 de febrer. En aquest dia els japonesos celebren la fundació de la nació i la família imperial per part del seu llegendari primer Emperador Jinmu.

## Història
Malgrat que la celebració de la fundació del Japó per l'Emperador Jinmu està dins de la història japonesa, el Dia de la Fundació Nacional no va esdevenir un dia festiu fins a gener de 1873, quan Japó va canviar el calendari lunisolar pel calendari gregorià. Els erudits japonesos van fer servir el nom Nihonshoki (en japonès: 日本書紀) per calcular la data exacta, que era el 11 de febrer de l'any 660 Abans de Crist. No obstant això, els historiadors no han trobat evidències d'aquesta data o de l'existència de l'emperador a part del Nihonshoki.
Originalment la data va ser anomenada Kigensetsu (en japonès: 紀元節) (en català: el dia de l'imperi). Es creu que l'Emperador Meiji va establir aquesta festivitat per reforçar la legitimitat de la família imperial després de l'abolició del Shogunat Tokugawa. Va comportar el fet que la llegenda de l'Emperador Jinmu i de la seva antecessora la deessa Amaterasu es relacionessin amb la família imperial i l'Emperador Meiji es va declarar com a governant legítim del Japó.
Durant el Kigensetsu es realitzaven grans desfilades i festivals, i era considerada una de les quatre festivitats més importants del Japó. Donada la seva relació amb la noblesa japonesa, el Kigensetsu va ser abolit després de la Segona Guerra Mundial i va ser restablit amb el nom de Dia de la Fundació Nacional en 1966. Encara que s'han suprimit les referències a l'emperador, el Dia de la Fundació Nacional és un dia que s'expressa patriotisme i amor al país. Al contrari del Kigensetsu, les celebracions del Dia de la Fundació Nacional són relativament poc importants. Només s'inclou la hissada de banderes japoneses i la promoció dels valors ciutadans.